# Christophe Simon
Christophe Simon (Namen, 16 augustus 1974) is een Belgisch striptekenaar. Hij is de tekenaar van onder meer de stripreeks Alex, bedacht door Jacques Martin, en van zijn eigen reeks Sparta.

## Carrière
Simon was al vroeg geïnteresseerd in reizen en geschiedenis. Hij was enthousiast over het academisch classicisme van de Oudheid en dat was dan ook de richting waarin hij zich specialiseerde. Hij volgde cursussen gegeven door Vittorio Leonardo aan de Académie des Beaux-Arts in Châtelet en studeerde een jaar lang kunstgeschiedenis en archeologie.
In 1993 ging Simon werken bij Jacques Martin. Zo assisteerde hij onder andere Rafael Moralès bij het album De barbaren van Alex, dat in 1998 werd uitgegeven. Hierna assisteerde hij Martin in het tweede album van de reeks Orion, waarna hij alleen het derde album De farao (1998) tekende. In 1999 was Simon verantwoordelijk voor het tekenwerk van De odyssee van Alex 2. In 2001 werkte hij aan Martins serie Lefranc als opvolger van Gilles Chaillet, waarbij Olivier Pâques hem assisteerde bij de achtergronden. Simon hielp in 2003 vervolgens Pâques door te helpen met de achtergronden voor het eerste album van Loïs.
In 2006 volgde Simon Moralès op als hoofdtekenaar van Alex. Van zijn hand kwamen Het was in Khorsabad (2006), De Iberier (2007), De duivel van Pharos (2008) en Het complot van Baal (2011).
In 2011 startte hij samen met scenarist Patrick Weber, waar hij mee samenwerkte voor de Alex-strips, zijn eigen historische stripreeks Sparta bij Le Lombard. Deze strip speelt in de tweede eeuw voor Christus en verhaalt over de Griekse stad Sparta onder koning Nibis.
In 2016 maakte Simon samen met scenarist Jean van Hamme een hommage voor Paul Cuvelier door een door Cuvelier gemaakt en geïllustreerd tekstverhaal over Corentin om te zetten naar een volwaardig stripverhaal, De drie parels van Sa-Skya, dat door Le Lombard werd uitgegeven. Dit album won de Prix Saint-Michel voor beste album.
In 2018 verscheen in de collectie Getekend van Le Lombard het album Kivu door Simon en Van Hamme over misstanden in Congo.
- Bibliothèque nationale de France: cb132059536 (data)
- Gemeinsame Normdatei: 1054792909
- International Standard Name Identifier: 0000 0000 7249 0409
- Library of Congress Control Number: no2012128508
- Nederlandse Thesaurus van Auteursnamen: 185614140
- Système universitaire de documentation: 050153854
- Virtual International Authority File: 95207337
- WorldCat: E39PBJqfCH6GFV7Wp3ttMqHV4q